# Reinhard Röttle
Reinhard Röttle (* 20. Januar 1965 in Regensburg) ist ein deutscher Jurist und seit dem 16. Februar 2018 Generalstaatsanwalt in München.

## Leben
Nach dem Studium der Rechtswissenschaft an der Ludwig-Maximilians-Universität München trat Reinhard Röttle 1993 in den bayerischen Justizdienst ein und war zunächst als Richter am Amtsgericht München tätig. Nach einer Verwendung als Staatsanwalt bei der Staatsanwaltschaft München I in einem Dezernat für Wirtschaftsstrafsachen wurde Röttle 1997 an das Bundesministerium der Justiz abgeordnet und dort in einem strafrechtlichen Referat eingesetzt. 2000 kehrte er als Richter am Landgericht München II in die bayerische Landeshauptstadt zurück, bevor er 2002 zum Staatsanwalt als Gruppenleiter bei der Staatsanwaltschaft München I ernannt wurde.
2003 wurde Röttle in das Bayerische Staatsministerium der Justiz berufen, wo er in der Strafrechtsabteilung verschiedene Referate leitete. Anschließend wurde er zum Vorsitzenden Richter am Landgericht München II ernannt. 2010 kehrte Röttle an das Bayerische Staatsministerium der Justiz zurück. Zuletzt leitete er als Ministerialdirigent die dortige Personalabteilung.

## Schriften (Auswahl)
- Mit Alois Wagner: Strafvollstreckung. 8., neu bearbeitete Auflage. Beck, München 2009, ISBN 978-3-406-58087-1.

## Sonstige Mitgliedschaften
- Stiftung Opferhilfe Bayern; Mitglied im Stiftungsrat
- Bayerischer Landesverband für Gefangenenfürsorge und Bewährungshilfe e. V.; Mitglied im erweiterten Vorstand
- Münchener Juristische Gesellschaft e. V.; Mitglied im erweiterten Vorstand
- Vorsitzender der Arbeitsgruppe „Europa“ des Generalbundesanwalts und der Generalstaatsanwältinnen und Generalstaatsanwälte in Deutschland